# Schulzeria
Schulzeria Bres. & Schulzer, Nouv. Gen. Imenom.: 7 (1886) è un genere di funghi basidiomiceti descritto dal micologo ungherese Stephan Schulzer von Müggenburg, attualmente identificato con il genere 
Leucoagaricus Locq. ex Singer 1948.